# أوريليو أندرياتزولي
أوريليو أندرياتزولي (بالإيطالية: Aurelio Andreazzoli) (مواليد 5 نوفمبر 1953) هو مدرب كرة قدم إيطالي سبق له أن درب عدة أندية إيطالية معروفة.
تنقّل أندرياتزولي طوال مسيرته التدريبية بين عديد الأندية الإيطالية المحلية، وكان معظم تواجده كمدرب للفئات السنية، أو مساعد مدرب، قبل أن يخوض أبرز تجربة تدريبية له على دفة قيادة نادي إمبولي (على فترتين)، حيث تمكّن من إعادته لمصاف أندية دوري الدرجة الأولى الإيطالي قبل أن يرحل عن الفريق نهاية موسم 2018–19 وينضم بداية الموسم الموالي لنادي جنوى والذي لم يكن حاله معه أفضل من إمبولي، حيث تمت إقالته بعد أربعة أشهر من تعيينه.

## وصلات خارجية
- أوريليو أندرياتزولي على موقع قاعدة بيانات كرة القدم.إي يو (الإنجليزية)